# Concordaat van Wenen
Het Concordaat van Wenen was een concordaat tussen paus Nicolaas V en de Duitse koning Frederik III van Habsburg en de Duitse vorsten, dat op 19 maart 1448 werd gesloten. Het was geldig tot 1803 en maakte een einde aan de zogenaamde Investituurstrijd in het Heilige Roomse Rijk. Een bekendere voorganger in de Investituurstrijd is het Concordaat van Worms uit 1122. 

## Investituurstrijd
De Investituurstrijd ging tussen de paus en de keizer over het benoemingsrecht van de hogere geestelijken (bisschoppen). In een rijkskerkenstelsel of de Rijkskerk vertrouwde de vorst zo veel mogelijk land en bestuurszaken toe aan door hem benoemde bisschoppen en abten in de plaats van aan leken. Bisschoppen waren ongehuwd en hadden geen wettelijke erfgenamen. De aan hen toevertrouwde rijksbisdommen konden zij niet vererven aan hun familie. Dat wilden de vorsten voorkomen. Zij wilden vermijden dat landen die zij in leen aan de adel hadden toevertrouwd langzaam erfbaar eigendom werden. De bisschoppen konden zo landsheer worden met wereldlijke taken.  

## Wordingsgeschiedenis
Paus Eugenius IV en het Concilie van Bazel (1431-1439) zijn media vijftiende eeuw in conflict, onder andere over de bisschopsbenoemingen. Hun conflict kan men breder plaatsen in de kaders van een katholieke hervorming, genaamd het conciliarisme, waarbij de paus en de bisschoppen streden om de hoogste macht. Het ging er hard aan toe; het Concilie van Bazel benoemde een tegenpaus, Felix IV. Als tegenzet erkende paus Eugenius IV in januari 1447 het Concilie van Bazel als meerdere in geestelijke zaken. Hij erkende tevens hun (eerdere) benoeming van de aartsbisschoppen van Keulen en Trier. In ruil hiervoor verkreeg hij van de Duitse keurvorsten erkenning als de enige ware paus. De Duitse koning Frederik III verkreeg het recht van bisschopsbenoemingen in het Heilige Roomse Rijk ('Fürsten Konkordat'). Kort daarop overleed paus Eugenius IV en zijn opvolger, paus Nicolaas V, bekrachtigde het Fürsten Konkordat opnieuw. Echter niet alle Duitse vorsten waren tevreden. Hierop verordonneerde de Duitse koning Frederik III op de Rijksdag van Aschaffenburg in 1447 de universele erkenning van Nicolaas V als de rechtmatige paus. De Duitse vorsten gingen akkoord. Nu stond een definitieve overeenkomst op basis van het Fürsten Konkordat niets meer in de weg. Op 17 februari 1448 werd het Concordaat in Wenen gesloten tussen de Duitse koning Frederik III en de pauselijke afgezant, Carvajal. Paus Nicolaas V bekrachtigde het op 19 maart 1448. Daarmee werd de lange strijd over bisschopsbenoemingen afgesloten in het Heilige Roomse Rijk. Paus Nicolaas V kroonde Frederik III op 16 maart 1452 met de keizerskroon in Rome.

## Hoofdlijnen van het concordaat
- De kathedrale kapittels (niet pausen) werd toegestaan om nieuwe bisschoppen te kiezen. De paus benoemt de gekozen kandidaat. Slechts indien deze kandidaat naar de mening van de paus niet 'geschikt' is, kan de paus - na advies van de kardinalen - een geschiktere kandidaat benoemen.
- De paus kreeg het recht de om de beneficies (kerkelijke ambten) te vergeven die in oneven maanden vrijkwamen.
- Bepalingen omtrent de hoogte en de betaling van prebenden (jaargelden).

## Document in Nederland
Een 16e-eeuws afschrift van een bul bevindt zich in het Archief Utrecht, met aantekening inzake de afkondiging door Nicolaas van Cusa, kardinaal en pauselijk legaat, in de generale synode te Utrecht, origineel uit 1451. (archiefnr. 88, inv.nr. 82) Deze afschriften zijn vervaardigd naar de originele bul in het Domarchief.